# Echinopsis hertrichiana
Echinopsis hertrichiana es una especie de plantas en la familia Cactaceae. Es endémica de Perú. Es una especie inusual en las colecciones.

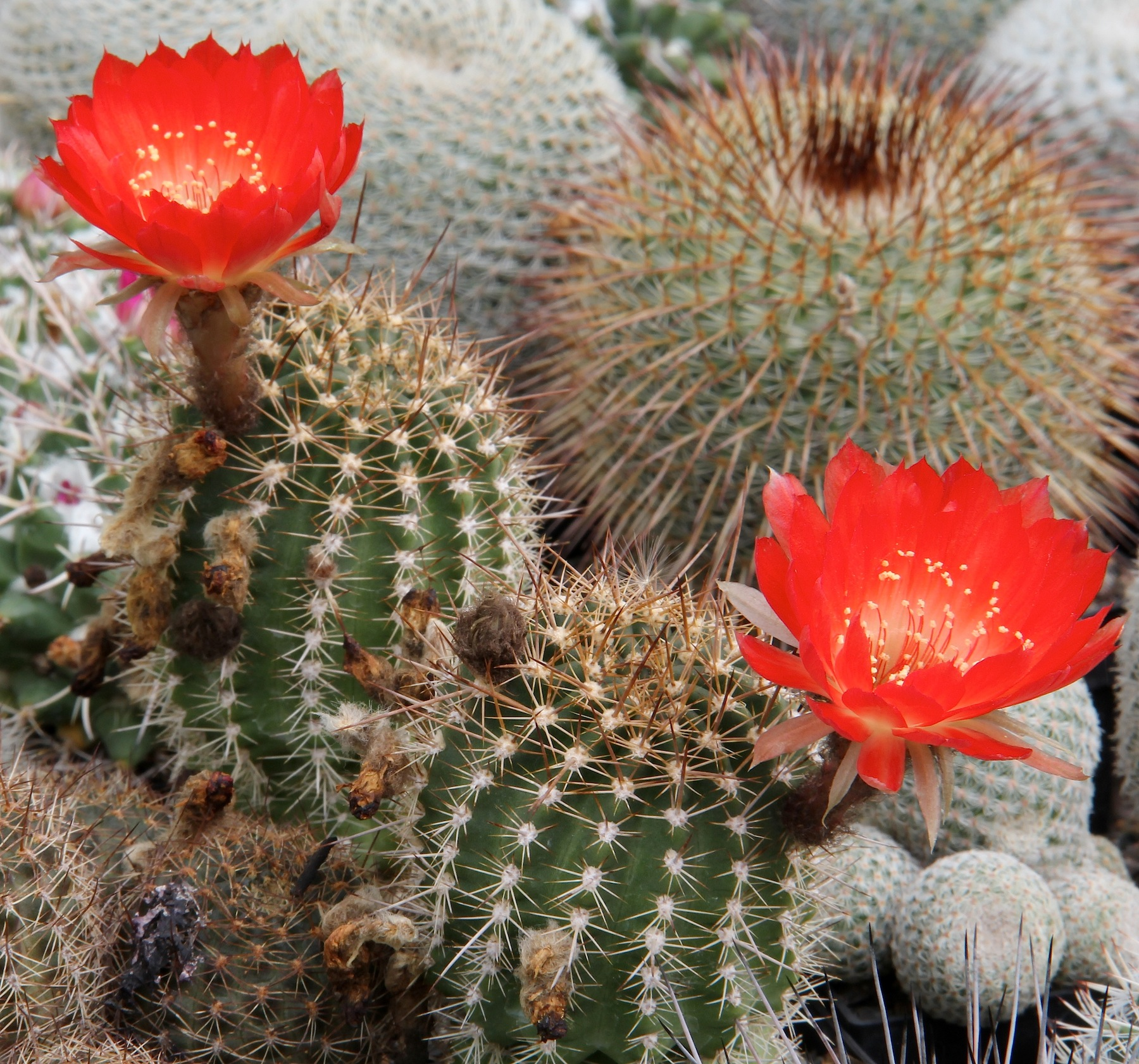
Detalle de la planta en flor

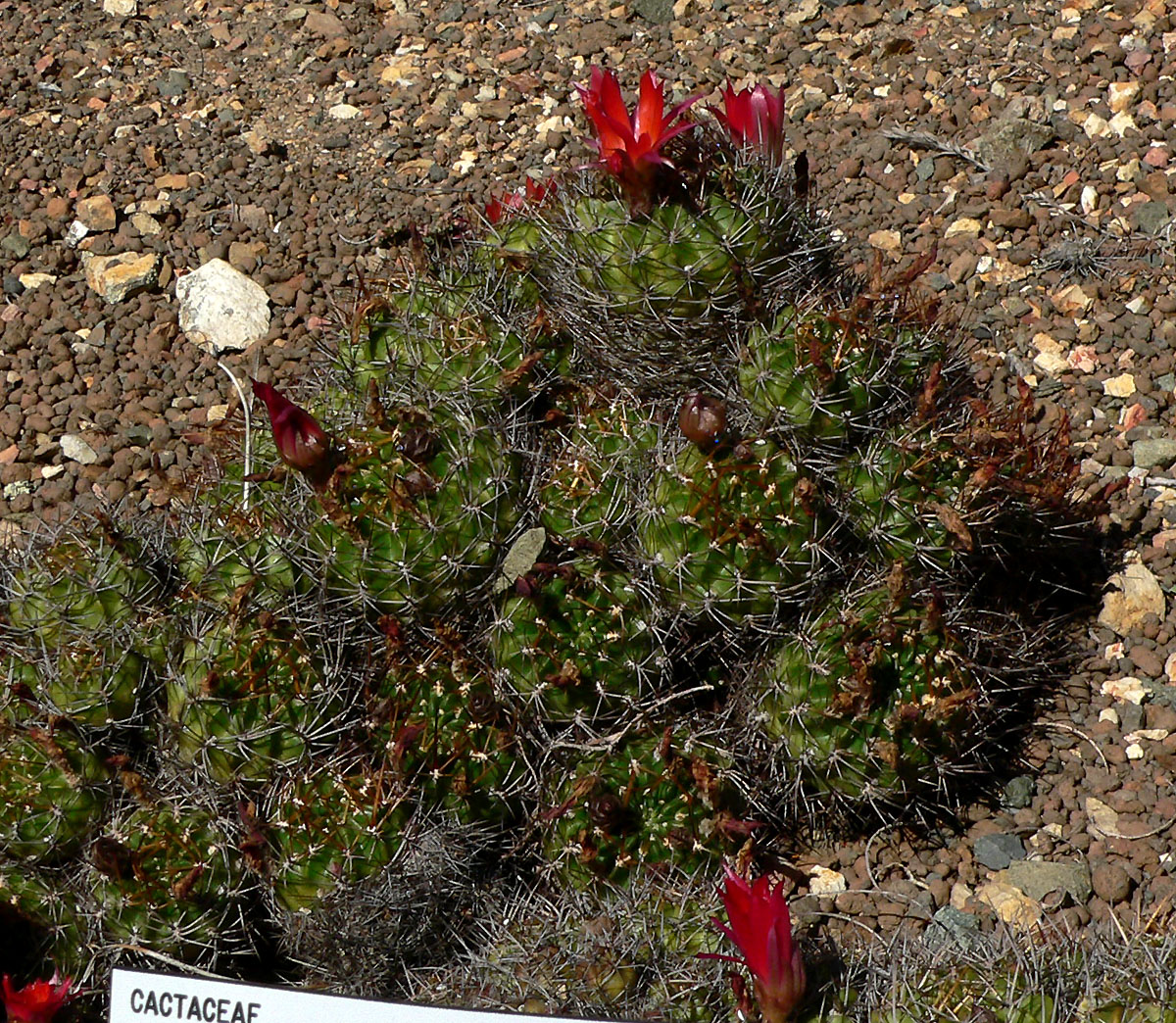
Vista de la planta

## Descripción
Echinopsis hertrichiana crece aislada o formando grupos. El tallo es esférico, de color verde con brotes que alcanzan hasta 10 centímetros de diámetro. Tiene alrededor de once fuertes costillas que son acanalados transversalmente. En ellos se encuentran las areolas circulares que son blancas con una espina central curvada hacia arriba de color paja y de 2-5 cm de largo. Los seis a ocho espinas radiales son marrones, amarillentas y tienen una longitud de hasta 1,5 centímetros. Las flores en forma de embudo, están abiertas durante el día, están teñidas en varios tonos vibrantes de rojo y con frecuencia tienen una garganta blanquecina. Las flores miden hasta 6 cm de largo y tienen un diámetro de 7 centímetros. Los frutos son esféricos y son pequeños.

## Taxonomía
Echinopsis hertrichiana fue descrita por (Backeb.) D.R.Hunt y publicado en Bradleya; Yearbook of the British Cactus and Succulent Society 9: 88. 1991.
Etimología
Ver: Echinopsis
hertrichiana epíteto otorgado en honor del botánico estadounidense y curador del Jardín Botánico de Huntington en California; William Hertrich (1878-1966).
Sinonimia
- Lobivia hertrichiana Backeb., 1934
- Neolobivia hertrichiana
- Echinopsis backebergii
- Lobivia allegraiana
- Lobivia binghamiana
- Lobivia incaica
- Neolobivia incaica
- Lobivia planiceps
- Lobivia huilcanota
- Lobivia minuta
- Neolobivia minuta
- Lobivia vilcabambae
- Neolobivia vilcabambae
- Lobivia simplex
- Lobiva echinata
- Neolobivia echinata
- Lobivia laui[5]